# هنري إرنست تانر
هنري إرنست تانر هو سياسي كندي، ولد في 1868، وتوفي في 24 يونيو 1940.